# Coningsby
Coningsby is een civil parish in het bestuurlijke gebied East Lindsey, in het Engelse graafschap Lincolnshire met 3864 inwoners.